# Улица Марка Галлая
Улица Марка Галлая — улица в Приморском районе Санкт-Петербурга.

## История
Фактически «новоиспечённая» улица, до этого безымянный проезд. Проходит на север от проспекта Испытателей восточнее ТЦ «Сити Молл» и западнее Удельного парка, затем поворачивает на запад и идёт до Коломяжского проспекта, далее переходит в аллею Поликарпова (непосредственного пересечения между двумя этими улицами нет). 
Названа в честь советского лётчика Марка Галлая 16 апреля 2014 года. Интересно отметить, что улица получила своё наименование в день 100-летия со дня рождения знаменитого лётчика и, кроме того, продолжила традицию именовать улицы Комендантского аэродрома на тему авиации и космонавтики.